# Metterich

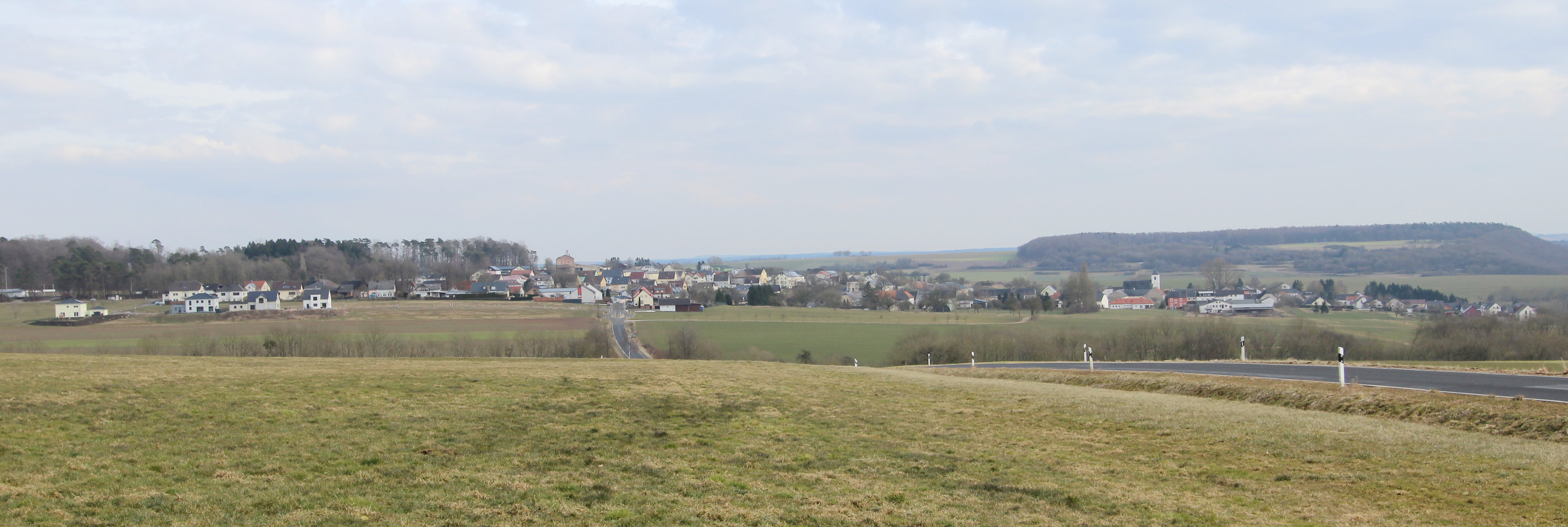
Blick auf Metterich

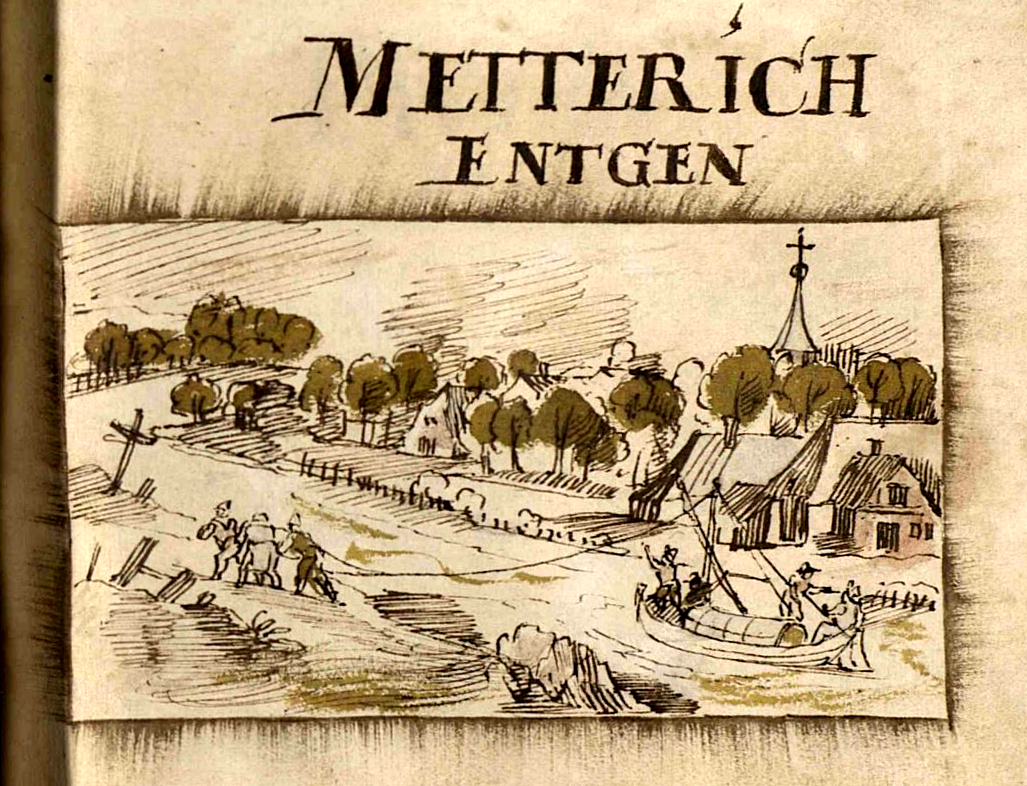
Metterich von Jean Bertels, 1597

Metterich ist eine Ortsgemeinde im Eifelkreis Bitburg-Prüm in Rheinland-Pfalz. Sie gehört der Verbandsgemeinde Bitburger Land an.

## Geographie
Die Gemeinde liegt in der Südwesteifel circa fünf Kilometer nordöstlich der Kreisstadt Bitburg. Westlich der Ortschaft verläuft die Kyll, auf deren Hochfläche sich die Gemeinde erstreckt.
Zur Gemeinde gehören auch die Wohnplätze Berghaus, Bernhardshof, Forellenhof, Kuhberg, Mettericher Mühle, Waldhof.

## Geschichte
Von einer frührömischen Besiedelung des Gemeindegebiets zeugen Funde eines Brandgräberfeldes und mehrerer Siedlungsstellen. Das Gräberfeld befindet sich westlich von Metterich, rund 70 m über der Kyll. Bei Raubgrabungen fand man Keramik, Werkzeuge, einige Fibeln sowie eine Bronzeglocke. Im Bereich „In der Eich“ wurden Gräber aus der Frankenzeit gefunden.
Graf Sigard überließ seinen Besitz in dem damals „Metriche“ genannten Ort 844 der Abtei Prüm. Die Trierer Abtei St. Maximin besaß ab 1200 Güter in Metterich, so eine Mühle, die 1729–1740 der Herrschaft Bitburg abgabepflichtig war. Im Jahre 1794 war der Ort territorial zwischen der luxemburgischen Propstei Bitburg und der Herrschaft Dudeldorf aufgeteilt. 1795 wurde er Sitz der Mairie Metterich, die 1816 in die gleichnamige preußische Bürgermeisterei im Kreis Bitburg (Regierungsbezirk Trier) überging. Letztere ging 1856 an die Bürgermeisterei Dudeldorf, ab 1927 Amt Dudeldorf, das 1970 mit vier weiteren Ämtern im Zuge der rheinland-pfälzischen Funktional- und Gebietsreform zur Verbandsgemeinde Bitburg-Land zusammengelegt wurde.
Seit dem 1. Juli 2014 gehört Metterich der Verbandsgemeinde Bitburger Land an.
Im Jahre 1848 wurden in Metterich 320 Einwohner in 42 Häusern verzeichnet, wobei in der lokalen Mühle 17 Menschen beheimatet waren. 1895 umfasste der Ort bereits 54 Häuser und 390 Einwohner. 1939 war die Bevölkerung auf 382 Menschen zurückgegangen, ist seitdem aber nach mehreren Schwankungen wieder auf 471 Einwohner (2006) angestiegen.
Bevölkerungsentwicklung
Die Entwicklung der Einwohnerzahl von Metterich, die Werte von 1871 bis 1987 beruhen auf Volkszählungen:
| Jahr | Einwohner |
| ---- | --------- |
| 1815 | 210       |
| 1835 | 337       |
| 1871 | 377       |
| 1905 | 408       |
| 1939 | 382       |
| 1950 | 360       |
| 1961 | 394       |

| Jahr | Einwohner |
| ---- | --------- |
| 1970 | 440       |
| 1987 | 442       |
| 1997 | 488       |
| 2005 | 464       |
| 2011 | 502       |
| 2017 | 548       |
| 2022 | 568       |

## Religion
87 % der Einwohner von Metterich sind katholisch, nur 2 % evangelisch. Die katholische Pfarrei St. Eucharius in Metterich gehört zur Pfarreiengemeinschaft Speicher im Dekanat Bitburg des Bistums Trier. Die wenigen Protestanten sind der Evangelischen Kirchengemeinde Bitburg in der Evangelischen Kirche im Rheinland zugeordnet.

## Politik

### Gemeinderat
Der Gemeinderat in Metterich besteht aus zwölf Ratsmitgliedern, die bei der Kommunalwahl am 9. Juni 2024 in einer Mehrheitswahl gewählt wurden, und dem ehrenamtlichen Ortsbürgermeister als Vorsitzendem. Bis 2014 gehörten dem Gemeinderat acht Ratsmitglieder an.

### Bürgermeister
Martin Jutz wurde am 3. März 2021 Ortsbürgermeister von Metterich. Da für die geplante Direktwahl am 10. Januar 2021 kein gültiger Wahlvorschlag eingereicht wurde, oblag die Wahl gemäß rheinland-pfälzischer Gemeindeordnung dem Rat, der sich für Jutz entschied. Bei der Direktwahl am 9. Juni 2024 wurde er als einziger Bewerber mit einem Stimmenanteil von 78,8 % für weitere fünf Jahre in seinem Amt bestätigt.
Sein Vorgänger Norbert Otten hatte das Amt des Ortsbürgermeisters im September 2020 niedergelegt.

### Wappen
| Wappen von Metterich | [ 11 ] |
| Wappen von Metterich | Wappenbegründung: Ein Hinweis auf die frühere Zugehörigkeit zum Herzogtum Luxemburg sind die Farben Silber und Blau. Grundherr war über viele Jahrhunderte die Reichsabtei St. Maximin, ihr Symbol ist der Doppeladler. Grundherr war ebenfalls die Familie von Lontzen, hierauf weist der blaue Dornenbalken hin. Die drei goldenen Nagelspitzkreuze stehen für die Zugehörigkeit zur Propstei Bitburg. |

## Kultur und Sehenswürdigkeiten

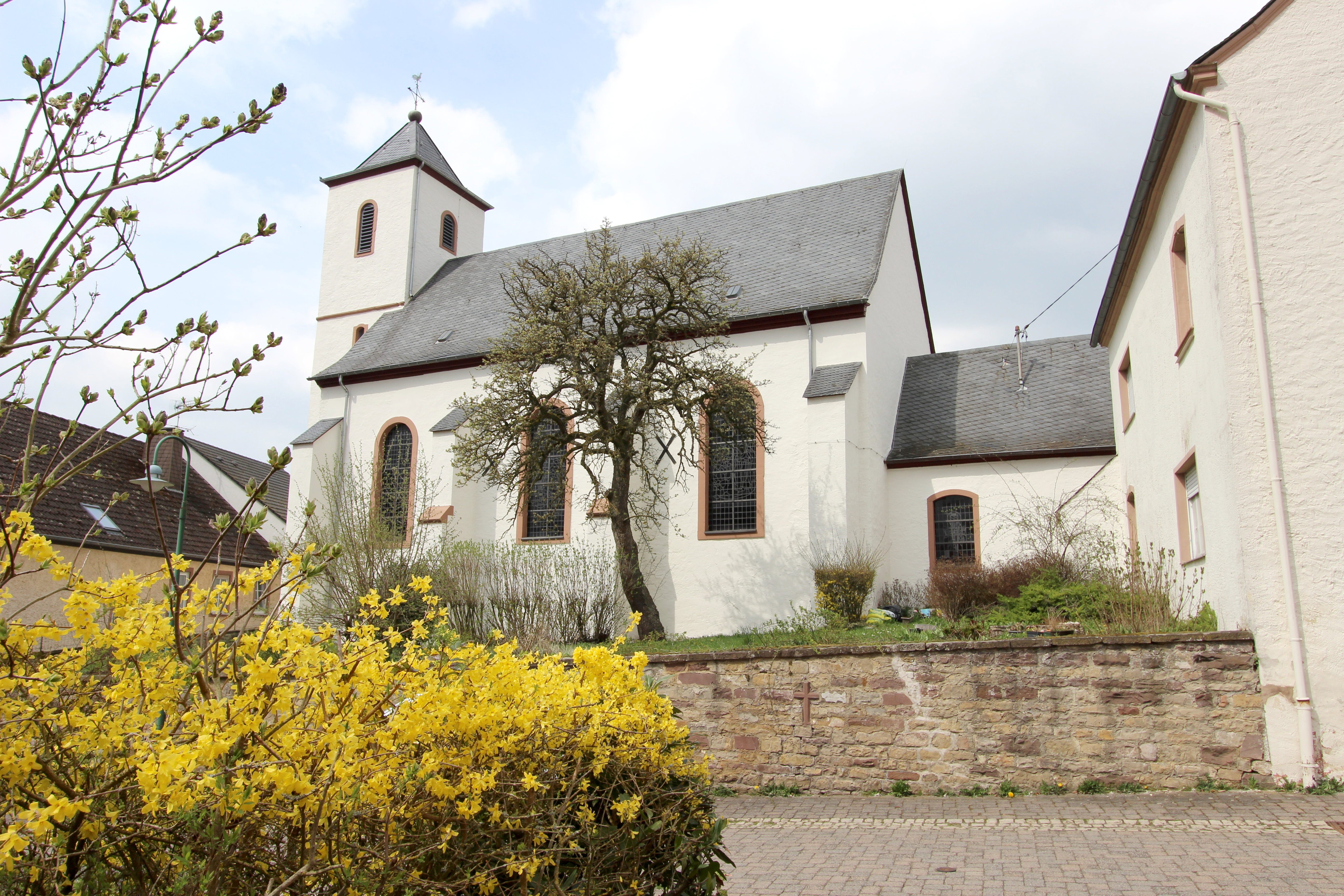
Pfarrkirche St. Eucharius

- Katholische Pfarrkirche St. Eucharius, eine einschiffige Saalkirche aus dem 18. Jahrhundert
- Katholisches Pfarrhaus von 1719
- Südportal des Mettericher Eisenbahntunnels von 1871
- Über das Gemeindegebiet sind alte Wegekreuze verteilt; darunter auch das Erdorfer Kreuz um 1620. ⊙
- Mehrere alter Bauernhöfe und Wohnhäuser im Ort

Siehe auch: Liste der Kulturdenkmäler in Metterich

### Grünflächen und Naherholung
- Wanderrouten in und um Metterich[12]

### Regelmäßige Veranstaltungen
- Jährliches Kirmes- bzw. Kirchweihfest
- Traditionelles Ratschen oder Klappern am Karfreitag und Karsamstag
- Hüttenbrennen am ersten Wochenende nach Aschermittwoch (sogenannter Scheef-Sonntag)[13][14]
- jährliches Backfest am ersten Septemberwochenende
- Maibaumfest am Abend des 30. April sowie am 1. Mai

### Dorfzeitung
1993 wurde das Mätrija Heana Blaad als unabhängige Dorfzeitung gegründet. Sie erscheint vierteljährlich in einer Auflage von 200 Exemplaren.

## Wirtschaft und Infrastruktur
Von dem 5,6 km² großen Gemeindegebiet wird mit 70 % ein vergleichsweise großer Anteil landwirtschaftlich genutzt, nur 17 % sind von Wald bestanden. Direkt an Metterich vorbei führt die Bundesstraße 50 (Bitburg–Wittlich). Die nächste Anschlussstelle Badem an der Bundesautobahn 60 ist etwa 5 km entfernt.